# Espetón

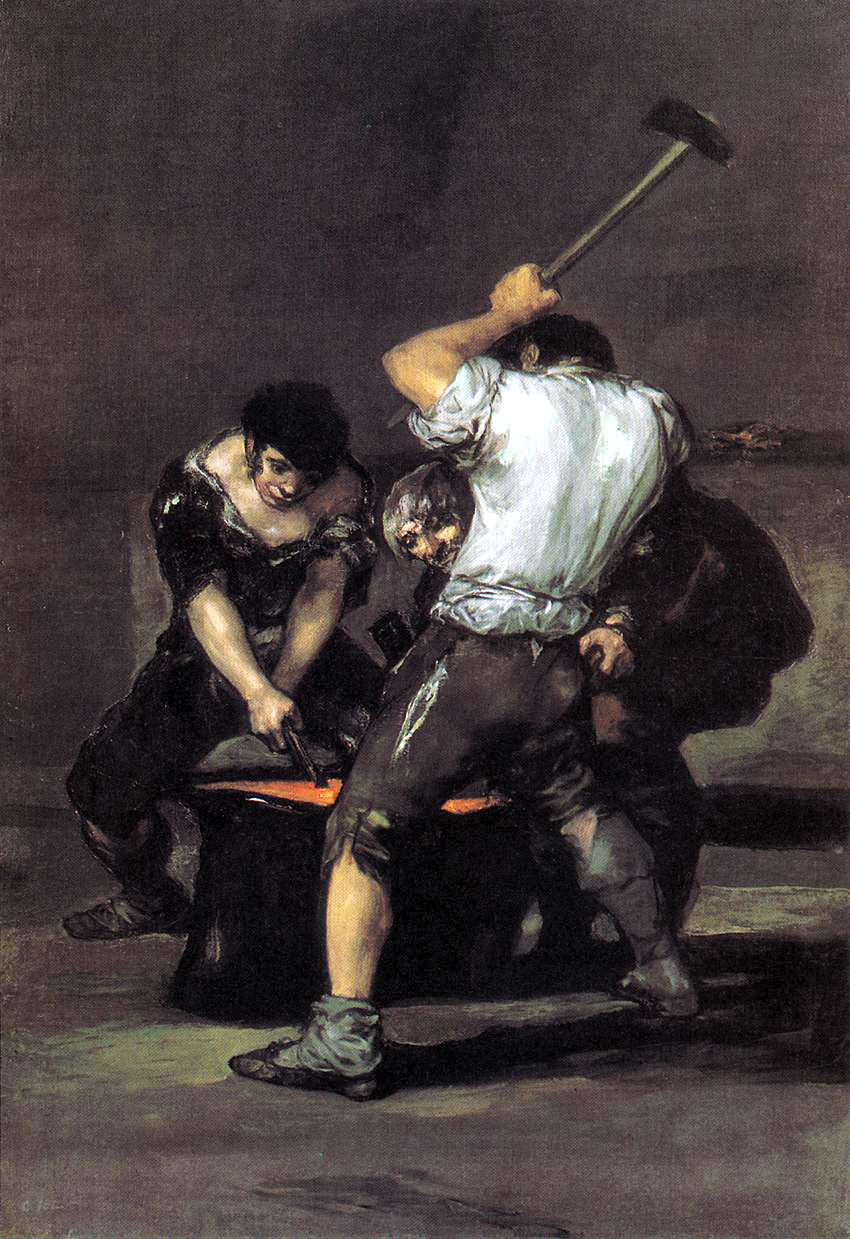
La fragua. Óleo sobre lienzo de Francisco de Goya (1746–1828).

El espetón es un hierro largo y delgado. 

## Orfebrería
En orfebrería, el espetón es una barra de hierro de un metro de largo, con punta aguzada y con una cabeza en el extremo opuesto, que le sirve de mango. Lo emplean los herreros para franquear la fragua cuando no hay corriente de aire suficiente para la calda. Tiene relación con atizador, escurafuegos, alcaidilla y hurgón.
También se le llama espetón a la barra de hierro, de dimensiones diversas, que termina en punta en un extremo y en una especie de bisel por el otro, que se emplea en los hornos de fundición para remover el mineral y para otros usos. 
Asimismo, se le llama espetón o calzador a una barra semejante a la anterior que sirve para hacer la colada o la sangría en los hornos de fundición.

## Ferrocarriles
En el lenguaje ferroviario se llamaba espetón a una barra de hierro, con un gancho acodillado normal al astil de un lado y con una anilla del otro. Lo empleaban los fogoneros de las locomotoras y máquinas de vapor para quitar las escorias que se formaban y adherían a la rejilla del hogar.

## Otras acepciones
Al espetón utilizado en cocina para asar se lo conoce como espiedo. El término también puede ser utilizado como sinónimo de estoque.